# Гладкий Олександр Володимирович
Олекса́ндр Володи́мирович Гладки́й (псевдонім — Грек; нар. 12 квітня 1956, Київ) — український поет, перекладач, лікар-радіолог; кандидат медичних наук з 1990 року; член Національної спілки письменників України з 1999 року.

## Життєпис
Народився 12 квітня 1956 року в місті Києві. 1982 року закінчив Київський медичний інститут.
Протягом 1991—2002 років обіймав посаду завідувача відділення інтервенційної радіології в Інституті онкології Академії медичних наук України; з 2002 року працює у Центральній клінічній лікарні Києва.

## Творчість
В основі поезії — біблійні сюжети. Серед творів:
- «От Библии к душе» (Луганськ, 1996);
- «Дорогой Ветхого Завета» (Київ, 1997);
- «Листи до тебе» (Київ, 1997);
- «Діалог закоханих» (Київ, 1997);
- «Дорогою Старого Завіту» (Львів, 1998);
- «Молитвословне: Збірка поезій та акахвисти» (Київ, 1999);
- «Від Святого Письма: Відлуння Старого Завіту» Книги 1–2. (Київ, 1999);
- «Молитвословне: Поезія»:
  - Книга 1. «До Часослову». (Київ, 1999);
  - Книга 2. «До Октоїху» (Київ, 2002);
- «Подовж моє життя присутністю твоєю…» (Київ, 2002).

Автор пісень, перекладів духовної літератури з церковнослов'янської мови, зокрема:
- «Акахвистник» (Київ, 2000);
- «Великий покаянний канон» (Київ, 2005).